# El Bruguer (Sant Pere de Vilamajor)
El Bruguer és un dels set veïnats del municipi de Sant Pere de Vilamajor, juntament amb Santa Susanna de Vilamajor, el veïnat del Pla de Vilamajor, el veïnat de Canyes, les Brugueres, el Sot de l'Om i Boscassos i Vallserena. Actualment és una agrupació de diverses masies disseminades de les quals destaquen Ca l'Ambràs, Cal Grill, Can Ribetes, Can Pinós... En aquest veïnat també hi ha dos nuclis urbans compartits amb els municipis de Sant Pere de Vilamajor i Sant Antoni de Vilamajor que són Les Pungoles i Can Miret. El veïnat és travessat per la riera de Brugueres que desemboca al riu Mogent i es comunica per camins amb la Força de Vilamajor i per carretera amb els municipis de Cànoves i Samalús i Sant Antoni de Vilamajor.